# إعلان اليابان الحرب على الولايات المتحدة والإمبراطورية البريطانية

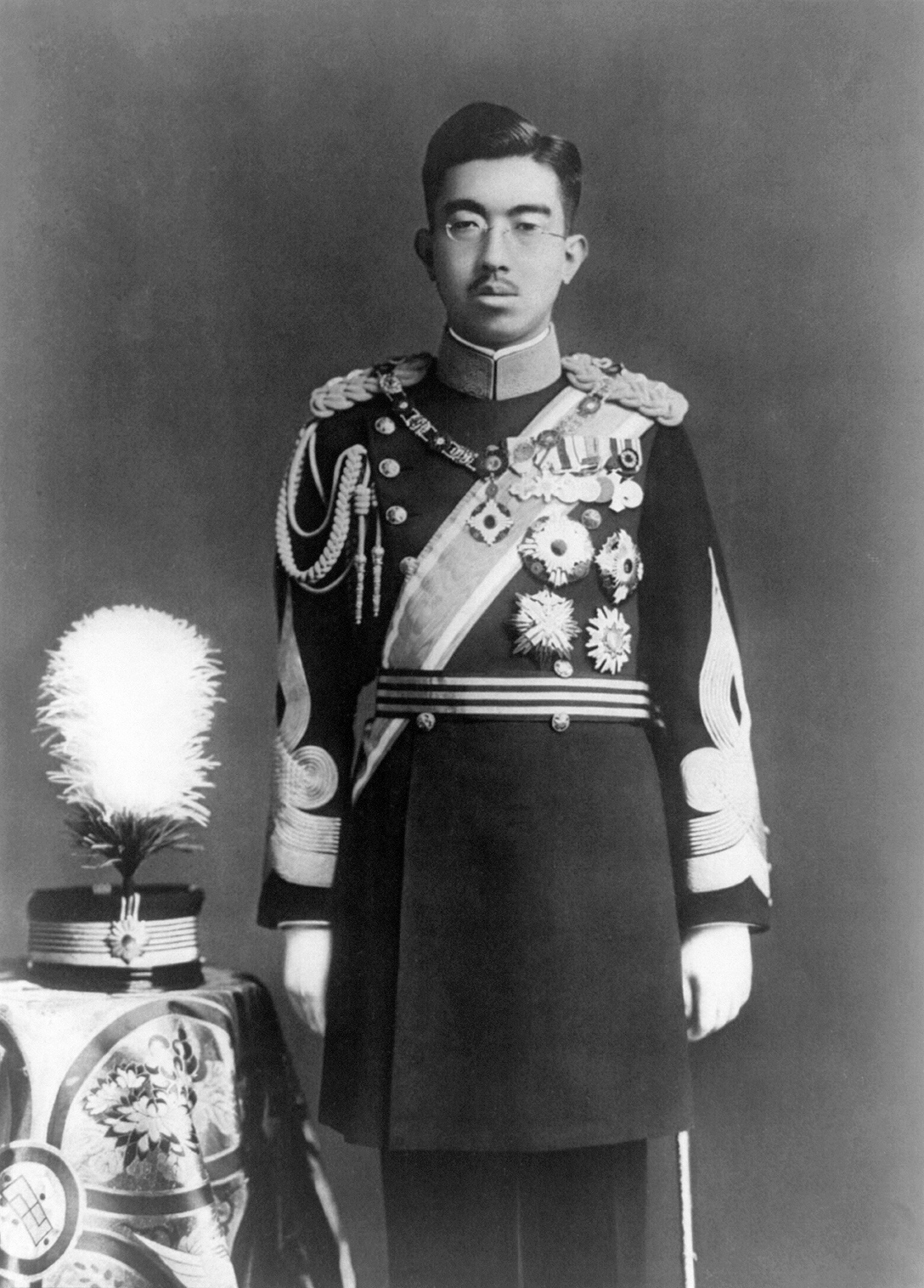
هيروهيتو، إمبراطور اليابان

المرسوم الإمبراطوري لإعلان الحرب من قبل إمبراطورية اليابان على الولايات المتحدة والإمبراطورية البريطانية (بالكانجي: 米國及英國ニ對スル宣戰ノ詔書) نشر في 8 ديسمبر 1941 (توقيت اليابان؛ 7 ديسمبر في الولايات المتحدة)، بعد سبع ساعات ونصف من بدء القوات اليابانية هجومًا على القاعدة البحرية الأمريكية في بيرل هاربور والهجمات على القوات البريطانية في مالايا وسنغافورة وهونج كونج. وقد نشر إعلان الحرب على الصفحة الأولى من إصدارات المساء لجميع الصحف اليابانية في الثامن من ديسمبر. وطبعت الوثيقة مرة أخرى في اليوم الثامن من كل شهر طوال فترة الحرب (حتى استسلام اليابان في عام 1945)، للتأكيد على العزم على مواصلة الحرب.

## نص الوثيقة
فيما يلي نص إعلان الحرب الصادر باسم إمبراطور اليابان: 
نحن، بفضل السماء، إمبراطور اليابان، الجالسين على العرش الذي يشغله نفس السلالة منذ زمن سحيق، نأمركم، رعيتنا المخلصين والشجعان بما يلي:

نعلن بموجب هذا الحرب على الولايات المتحدة الأمريكية والإمبراطورية البريطانية. "إن رجال وضباط جيشنا والبحرية سيبذلون قصارى جهدهم في متابعة الحرب. وسيقوم موظفونا العموميون من مختلف الإدارات بأداء واجباتهم بإخلاص واجتهاد؛ وستحشد الأمة بأكملها بإرادة موحدة قوتها الكاملة حتى لا يفشل أي شيء في تحقيق أهداف حربنا.

إن ضمان استقرار شرق آسيا والمساهمة في السلام العالمي هي السياسة بعيدة النظر التي صاغها جدنا الإمبراطوري العظيم [الإمبراطور ميجي] ووالدنا الإمبراطوري العظيم الذي خلفه [الإمبراطور تايشو]، والتي نضعها دائمًا في قلبنا. إن تنمية الصداقة بين الأمم والتمتع بالرخاء المشترك مع جميع الأمم، كان دائمًا المبدأ التوجيهي للسياسة الخارجية لإمبراطوريتنا. لقد كان من المحتم حقاً وبعيداً عن رغباتنا أن تنخرط إمبراطوريتنا في صراع مع أميركا وبريطانيا. لقد مرت أكثر من أربع سنوات منذ فشلت جمهورية الصين (1912-1949) في فهم النوايا الحقيقية لإمبراطوريتنا، وعبثت بالمتاعب، وزعزعت حادثة موكدين السلام في شرق آسيا وأجبرت إمبراطوريتنا على حمل السلاح. ورغم إعادة تأسيس الحكومة الوطنية للصين، التي كانت اليابان تقيم معها علاقات وتعاوناً ودياً، فإن النظام الذي نجا في تشونغتشينغ، بالاعتماد على الحماية الأميركية والبريطانية، لا يزال يواصل معارضته الأخوية. "إن أميركا وبريطانيا، اللتين كانتا حريصتين على تحقيق طموحاتهما المفرطة في السيطرة على الشرق، قد دعمتا نظام تشونغكينغ، مما أدى إلى تفاقم الاضطرابات في شرق آسيا. وعلاوة على ذلك، فقد حثت هاتان القوتين الدول الأخرى على اتباع خطاهما، وزادتا من الاستعدادات العسكرية على جميع جوانب إمبراطوريتنا لتحدينا. لقد عرقلتا بكل الوسائل تجارتنا السلمية، وفي النهاية لجأتا إلى قطع العلاقات الاقتصادية بشكل مباشر، مما هدد وجود إمبراطوريتنا بشكل خطير. لقد انتظرنا بصبر وتحملنا طويلاً، على أمل أن تتمكن حكومتنا من استعادة الوضع في سلام. لكن خصومنا، الذين أظهروا أدنى روح المصالحة، أخروا التسوية بشكل غير ملائم؛ وفي الوقت نفسه كثفوا الضغوط الاقتصادية والسياسية لإجبار إمبراطوريتنا على الخضوع. إن هذا الاتجاه في الأمور، إذا ترك دون رادع، لن يؤدي فقط إلى إبطال الجهود التي بذلتها إمبراطوريتنا لسنوات عديدة من أجل استقرار شرق آسيا، بل سيعرض أيضًا وجود أمتنا للخطر. وفي ظل هذا الوضع، فإن إمبراطوريتنا، من أجل وجودها والدفاع عن نفسها، ليس لديها ملجأ آخر سوى اللجوء إلى السلاح وسحق كل عقبة في طريقها.

إن الأرواح المقدسة لأسلافنا الإمبراطوريين الذين يحرسوننا من فوق، نعتمد على ولاء وشجاعة رعايانا في توقعاتنا الواثقة بأن المهمة التي ورثناها عن أسلافنا سوف تتحقق وأن مصادر الشر سوف يتم القضاء عليها بسرعة وأن السلام الدائم سوف يسود في شرق آسيا، وبالتالي الحفاظ على مجد إمبراطوريتنا.

وإثباتًا لذلك، فقد وضعنا أيدينا هنا وأمرنا بوضع الختم الأعظم للإمبراطورية في القصر الإمبراطوري، طوكيو، في هذا اليوم السابع من الشهر الثاني عشر من العام الخامس عشر من شووا، الموافق للسنة 2602 من اعتلاء الإمبراطور جيمو العرش.

## السياق التاريخي

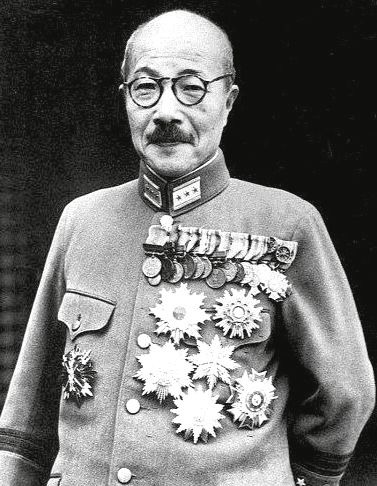
رئيس الوزراء الياباني وقت الهجوم، هيديكي توجو

تعلن الوثيقة الحرب ضد الولايات المتحدة والإمبراطورية البريطانية، وتناقش أفعالهما التخريبية المفترضة ضد السياسة الخارجية لليابان، وتنص على أن جميع السبل لتجنب الحرب قد استنفدت من قبل حكومة اليابان. لقد غزت اليابان جزءًا كبيرًا من شرق آسيا لإنشاء ما أسمته "مجال الرخاء المشترك في شرق آسيا الكبرى"، والذي يُنظر إليه الآن إلى حد كبير على أنه ذريعة للإمبريالية. وردًا على ذلك، فرضت الولايات المتحدة حظرًا نفطيًا على اليابان في أغسطس/آب 1941 لوقف مساعدتها في عدوانها في آسيا واحتواء التصرفات اليابانية. وكان هناك أيضًا حظر على الفولاذ. اعتبرت اليابان هذا الأمر عملاً عدائياً واستفزازياً، وردت بقصف بيرل هاربور وإعلان الحرب على الولايات المتحدة والإمبراطورية البريطانية.

## روابط خارجية
- إعلان الحرب من قبل إمبراطورية اليابان على الولايات المتحدة والإمبراطورية البريطانية
- إعلان اليابان الحرب ، هانزارد، 8 ديسمبر 1941 (سجلات المناقشة في مجلسي البرلمان البريطاني)

قالب:JapanEmpireNavbox